# 卡洛斯·希梅內斯
卡洛斯·安東尼奧·希門尼斯（英語：：/hiˈmɛnɛz/ hee-MEH-nez；1954年1月17日—）是一位古巴出生美國政治人物和退休消防員，現任美國眾議院議員代表佛羅里達州第二十八國會選區，共和黨黨籍，曾任迈阿密-戴德县市長。

## 外部連結
- Representative Carlos Giménez （页面存档备份，存于） official U.S. House website
- Campaign website （页面存档备份，存于）
- 美國國會國家人物傳記大辭典中的傳記
- 由華盛頓郵報維護的投票記錄
- 智慧投票计划中的傳記、投票紀錄及利益集團評級
- 聯邦選舉委員會中的競選財務報告和數據
- C-SPAN內的頁面（英文）